# NGC 1396
NGC 1396 este o galaxie lenticulară situată în constelația Cuptorul. A fost descoperită în 19 ianuarie 1865 de către Johann Friedrich Julius Schmidt⁠(d). Se află la o distanță de 19,86 megaparseci de Pământ.